# Campos (De Baleariske Øer)
Campos er en by og kommune i det østlige Spanien på øen Mallorca i provinsen De Baleariske Øer. Den har et indbyggertal på 12.163 (2024) indbyggere.